# Xerocrassa poecilodoma
Xerocrassa poecilodoma е вид коремоного от семейство Hygromiidae.

## Разпространение
Видът е разпространен в Гърция.